# Esclottes
Esclottes é uma comuna francesa na região administrativa da Nova Aquitânia, no departamento Lot-et-Garonne. Estende-se por uma área de 9,11 km². Em 2010 a comuna tinha 152 habitantes (densidade: 16,7 hab./km²).